# Krasne Folwarczne
Krasne Folwarczne [ˈkrasnɛ fɔlˈvart͡ʂnɛ] est un village polonais de la gmina de Jasionówka dans le powiat de Mońki et dans la voïvodie de Podlachie. Il se situe à environ 9 kilomètres au sud-est de Jasionówka, à 21 kilomètres à l'est de Mońki et à 25 kilomètres au nord de Bialystok.